# 파리 메트로 1호선
 파리 메트로 1호선(프랑스어: Ligne 1 du métro de Paris)은 파리교통공단(RATP)이 운영하고 있는 파리의 도시 철도이다. 노선색은 노란색이며 1900년 개통되었다.

## 개요
파리 메트로 1호선은 라 데팡스-그랑드 아르슈에서 샤토 드 뱅센간을 연결하며, 길이 16.5km로 파리의 중요한 동서간을 연결하는 노선이다. RER(고속 교외 철도) 노선을 제외하면 2008년에 1억 2300만명의 승객이 이용하였으며, 하루 평균 725,000명으로 네트워크에서 가장 많이 이용되는 지하철 노선이다.
파리 메트로 1호선은 (이름에서 알 수 있듯이) 파리 메트로에서 맨 처음 개통된 노선으로, 1900년에 개통하였다. 또한 네트워크 상에서 기존의 유인 운전 방식에서 완전한 무인 운전 방식으로 전환한 첫번째 노선이기도 하다.
전환은 2007년에 시작되어 2011에 완료되었으며, 새로운 차량인 MP 05를 도입하고 모든 역에 스크린도어를 설치하였다. 첫 8개의 MP 05 차량(# 501 ~ 508)은 2011년 11월 3일에 도입하였고, 기존의 MP 89CC 여분 차량은 4호선으로 이전하였다. 이 변환을 통하여 1호선은 14호선 이후 두번째의 완전 무인 운전 방식의 노선이 되었다.
승객의 이용을 크게 방해하지 않으면서 완전 자동화된 서비스로의 전환이 이루어졌다. 새로운 MP 05 차량은 수동 운전 방식인 MP 89CC 차량과 함께 효율적으로 작동할 수 있었다. 2012년 5월 저녁 시간대에 대해 완전한 자동화가 이루어졌으며, 2012년 8월 주말 시간대까지 확대하였다. 2012년 12월 15일에 100% 완전한 자동화가 이루어졌고, 러시아워 등 특별한 시기에 몇 대의 MP 89 CC 차량이 사용되기도 한다.

## 역사

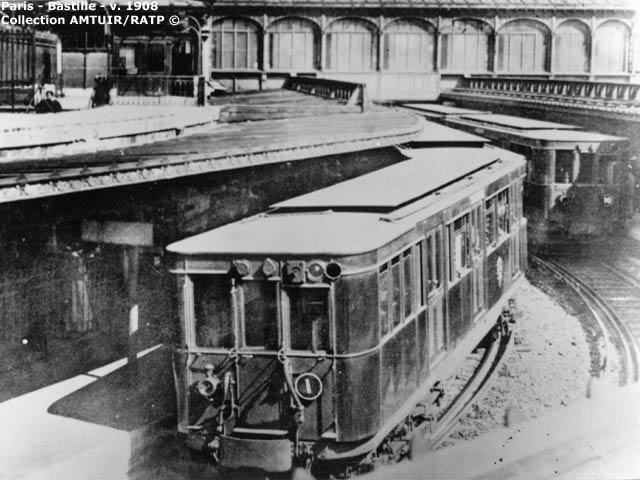
1908년 바스티유 역에 정차한 차량

1898년 11월, 파리는 파리 메트로 시스템의 첫번째 노선 건설로 메트로 네트워크의 예비 작업을 수행하기로 결정하였다. 작업은 기술자인 풀정스 비앵브뉘(Fulgence Bienvenüe)의 지도하에 20개월 동안 이루어졌으며, 파리 시 정부에서 자금을 조달하였다. 이 노선은 여러 회사들 사이에 8개의 구간으로 나누어졌다. 1900년 7월 19일 포르트 마이요-포르트 드 뱅센 간의 만국박람회의 다양한 장소를 연결하는 노선이 개통되었다. 개통식을 통해 8개의 역이 먼저 개통되었고, 1900년 8월 6일에서 9월 1일에 걸쳐 10개의 역이 순차적으로 개통하였다. 노선은 파리의 동서간의 기념물 축을 따라갔다. 이 18개의 역은 전적으로 풀정스 비앵브뉘에 의해 지어졌으며, 대다수가 길이 75m에 너비 4.10m로 이루어졌다. 1934년 3월, 교외로의 첫 번째 확장 구간인 뱅센(Vincennes)의 동쪽의 샤토(Château) 구간이 개통되었다.

## 연혁
- 1900년 7월 19일: 1호선의 포르트 드 뱅센과 포르트 마이요간의 첫번째 노선이 개통. 초기 계획된 18개의 역 중, 8개의 역만이 개업하였다.
- 1900년 8월 6일~9월 1일: 나머지 10개의 역이 추가 개업.
- 1934년 3월 24일: 포르트 드 뱅센에서 샤토 드 뱅센까지 동쪽 구간이 확장.
- 1936년 11월 15일: 포르트 마이요역이 서쪽 구간 연장을 위해 재건되었다.
- 1937년 4월 29일: 포르트 마이요에서 퐁 드 뇌이까지 서쪽 구간이 확장.
- 1963년: 고무 차륜을 사용하는 전동차인 MP 59를 도입하여, 노선을 콘크리트 도상으로 개조. 동시에 전동차를 5량에서 6량으로 증축.
- 1992년 4월 1일: 퐁 드 뇌이에서 라 데팡스-그랑드 아르슈까지 서쪽 구간이 확장.
- 1997년: 기존의 MP 59 차량을 대체하여 MP 89CC 차량을 도입.
- 2007년: 무인 운전 시스템 도입을 위한 계획을 시작.
- 2011년 11월 3일: MP 89CC에서 MP 05으로 순차적으로 전환하면서, 무인 운전 시스템 계획(건설)이 완료.
- 2012년 5월: 저녁 시간대의 완전 자동화.
- 2012년 7월: 주말 시간대의 완전 자동화.
- 2012년 12월 15일: 100% 완전한 자동화. 1호선에서 MP 89CC 차량이 더 이상 사용되지 않게됨.

## 철도 차량
1호선은 수년에 걸쳐 5가지 유형의 차량을 보유하였다. (자세한 사항은 fr:Ligne 1 du métro de Paris#Matériel roulant에 있다).
- M1 (웨스팅 하우스): 1900년 ~ 1921년
- 스프래그-톰슨(Sprague-Thomson): 1913 ~ 1964년
- MP 59: 1963년 ~ 1998년
- MP 89CC: 1995년 ~ 2012년 12월
- MP 05: 2011년 ~ 현재

## 노선도 및 정거장

파리 메트로 1호선 노선도

### 역 목록
1호선 역 목록은 서쪽에서 동쪽 순으로 분류하였다.
|  |   |  | 역명(한국어)                 | 역명(불어)                               | 좌표                                                              | 소재지                         | 연결 노선 |
|  | - |  | ---------------------------- | ---------------------------------------- | ----------------------------------------------------------------- | ------------------------------ | --- |
|  | o |  | 라 데팡스 그랑드 아르슈      | La Défense Grande Arche                  | 북위 48° 53′ 31″ 동경 2° 14′ 16″ / 북위 48.891934° 동경 2.237883° | 퓌토                           | · 트랑지리앵 · |
|  | • |  | 에스플라나드 드 라 데팡스    | Esplanade de La Défense                  | 북위 48° 53′ 16″ 동경 2° 15′ 02″ / 북위 48.887843° 동경 2.250442° | 쿠르브부아, 퓌토               | |
|  | • |  | 퐁 드 뇌이                   | Pont de Neuilly                          | 북위 48° 53′ 04″ 동경 2° 15′ 36″ / 북위 48.884509° 동경 2.259892° | 뇌이쉬르센                     | |
|  | • |  | 레 사블롱                    | Les Sablons Jardin d'Acclimatation       | 북위 48° 52′ 51″ 동경 2° 16′ 21″ / 북위 48.880902° 동경 2.272539° | 뇌이쉬르센                     | |
|  | o |  | 포르트 마이요 팔래 데 콩그레 | Porte Maillot Palais des Congrès         | 북위 48° 52′ 41″ 동경 2° 16′ 55″ / 북위 48.877965° 동경 2.281836° | 파리 16구, 파리 17구           | RER 선 · RER C선 |
|  | • |  | 아르장틴                     | Argentine                                | 북위 48° 52′ 32″ 동경 2° 17′ 22″ / 북위 48.875533° 동경 2.289322° | 파리 16구, 파리 17구           | |
|  | o |  | 샤를 드 골-에투알            | Charles de Gaulle - Étoile               | 북위 48° 52′ 28″ 동경 2° 17′ 45″ / 북위 48.874408° 동경 2.295763° | 파리 8구, 파리 16구, 파리 17구 | 파리 메트로 · 파리 메트로 Line 2호선 · 파리 메트로 Line 6호선 · RER 선 · RER A선                                                                         |
|  | • |  | 조르주 생크                  | George V                                 | 북위 48° 52′ 19″ 동경 2° 18′ 02″ / 북위 48.871983° 동경 2.300463° | 파리 8구                       | |
|  | o |  | 프랭클린 D. 루즈벨트         | Franklin D. Roosevelt                    | 북위 48° 52′ 09″ 동경 2° 18′ 30″ / 북위 48.869305° 동경 2.308309° | 파리 8구                       | 파리 메트로 · 파리 메트로 Line 9호선 |
|  | o |  | 샹젤리제-클레망소 그랑 팔래  | Champs-Élysées - Clemenceau Grand Palais | 북위 48° 52′ 03″ 동경 2° 18′ 50″ / 북위 48.867411° 동경 2.313959° | 파리 8구                       | 파리 메트로 · 파리 메트로 Line 13호선 |
|  | o |  | 콩코르드                     | Concorde                                 | 북위 48° 51′ 58″ 동경 2° 19′ 21″ / 북위 48.866176° 동경 2.322397° | 파리 1구, 파리 8구             | 파리 메트로 · 파리 메트로 Line 8호선 · 파리 메트로 Line 12호선                                                                                           |
|  | • |  | 튈르리                       | Tuileries                                | 북위 48° 51′ 52″ 동경 2° 19′ 49″ / 북위 48.864497° 동경 2.330314° | 파리 1구                       | |
|  | o |  | 팔레 루아얄-뮈제 뒤 루브르   | Palais Royal - Musée du Louvre           | 북위 48° 51′ 46″ 동경 2° 20′ 09″ / 북위 48.862847° 동경 2.335817° | 파리 1구                       | 파리 메트로 · 파리 메트로 Line 7호선 |
|  | • |  | 루브르-리볼리                | Louvre - Rivoli                          | 북위 48° 51′ 40″ 동경 2° 20′ 25″ / 북위 48.86108° 동경 2.340283°  | 파리 1구                       | |
|  | o |  | 샤틀레                       | Châtelet                                 | 북위 48° 51′ 31″ 동경 2° 20′ 50″ / 북위 48.85852° 동경 2.347119°  | 파리 1구, 파리 4구             | 파리 메트로 · 파리 메트로 Line 4호선 · 파리 메트로 Line 7호선 · 파리 메트로 Line 11호선 · 파리 메트로 Line 14호선 · RER 선 · RER A선 · RER B선 · RER D선 |
|  | o |  | 오텔 드 빌 (시청)역          | Hôtel de Ville                           | 북위 48° 51′ 24″ 동경 2° 21′ 05″ / 북위 48.85677° 동경 2.351495°  | 파리 4구                       | 파리 메트로 · 파리 메트로 Line 11호선 |
|  | • |  | 생폴 르 마래                 | Saint-Paul Le Marais                     | 북위 48° 51′ 19″ 동경 2° 21′ 38″ / 북위 48.855144° 동경 2.360653° | 파리 4구                       | |
|  | o |  | 바스티유                     | Bastille                                 | 북위 48° 51′ 11″ 동경 2° 22′ 09″ / 북위 48.853082° 동경 2.369077° | 파리 4구, 파리 11구, 파리 12구 | 파리 메트로 · 파리 메트로 Line 5호선 · 파리 메트로 Line 8호선                                                                                            |
|  | o |  | 파리 리옹 역                 | Gare de Lyon                             | 북위 48° 50′ 41″ 동경 2° 22′ 27″ / 북위 48.844705° 동경 2.374066° | 파리 12구                      | TER 부르고뉴 장거리 노선 |
|  | o |  | 뢰이-디드로                  | Reuilly - Diderot                        | 북위 48° 50′ 50″ 동경 2° 23′ 12″ / 북위 48.847265° 동경 2.386702° | 파리 12구                      | 파리 메트로 · 파리 메트로 Line 8호선 |
|  | o |  | 나시옹                       | Nation                                   | 북위 48° 50′ 54″ 동경 2° 23′ 45″ / 북위 48.848466° 동경 2.395906° | 파리 11구, 파리 12구           | 파리 메트로 · 파리 메트로 Line 2호선 · 파리 메트로 Line 6호선 · 파리 메트로 Line 9호선 · RER 선 · RER A선                                                |
|  | • |  | 포르트 드 뱅센               | Porte de Vincennes                       | 북위 48° 50′ 50″ 동경 2° 24′ 32″ / 북위 48.847266° 동경 2.408884° | 파리 12구, 파리 20구           | 일드프랑스 트램 · 일드프랑스 트램 3a호선 · 일드프랑스 트램 3b호선                                                                                        |
|  | • |  | 생망데                       | Saint-Mandé                              | 북위 48° 50′ 47″ 동경 2° 25′ 07″ / 북위 48.846298° 동경 2.418673° | 생망데                         | |
|  | • |  | 베로                         | Bérault                                  | 북위 48° 50′ 43″ 동경 2° 25′ 45″ / 북위 48.845334° 동경 2.429238° | 생망데, 뱅센                   | |
|  | • |  | 샤토 드 뱅센                 | Château de Vincennes                     | 북위 48° 50′ 40″ 동경 2° 26′ 22″ / 북위 48.844536° 동경 2.43951°  | 파리 12구, 뱅센                | |

(굵은 글씨의 역은 특정 통행의 시종착역으로 사용된다.)

## 갤러리

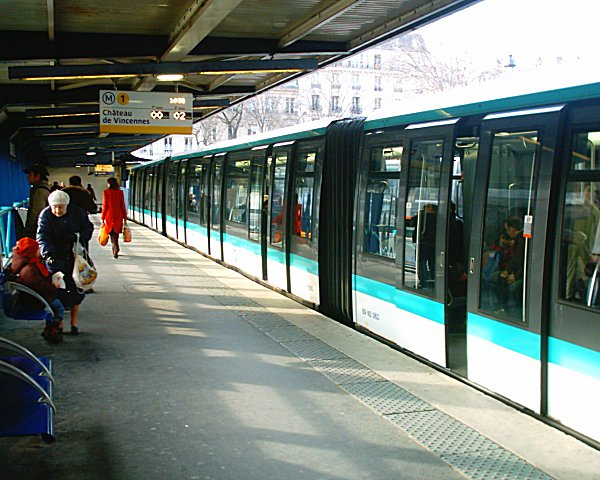
바스티유 역
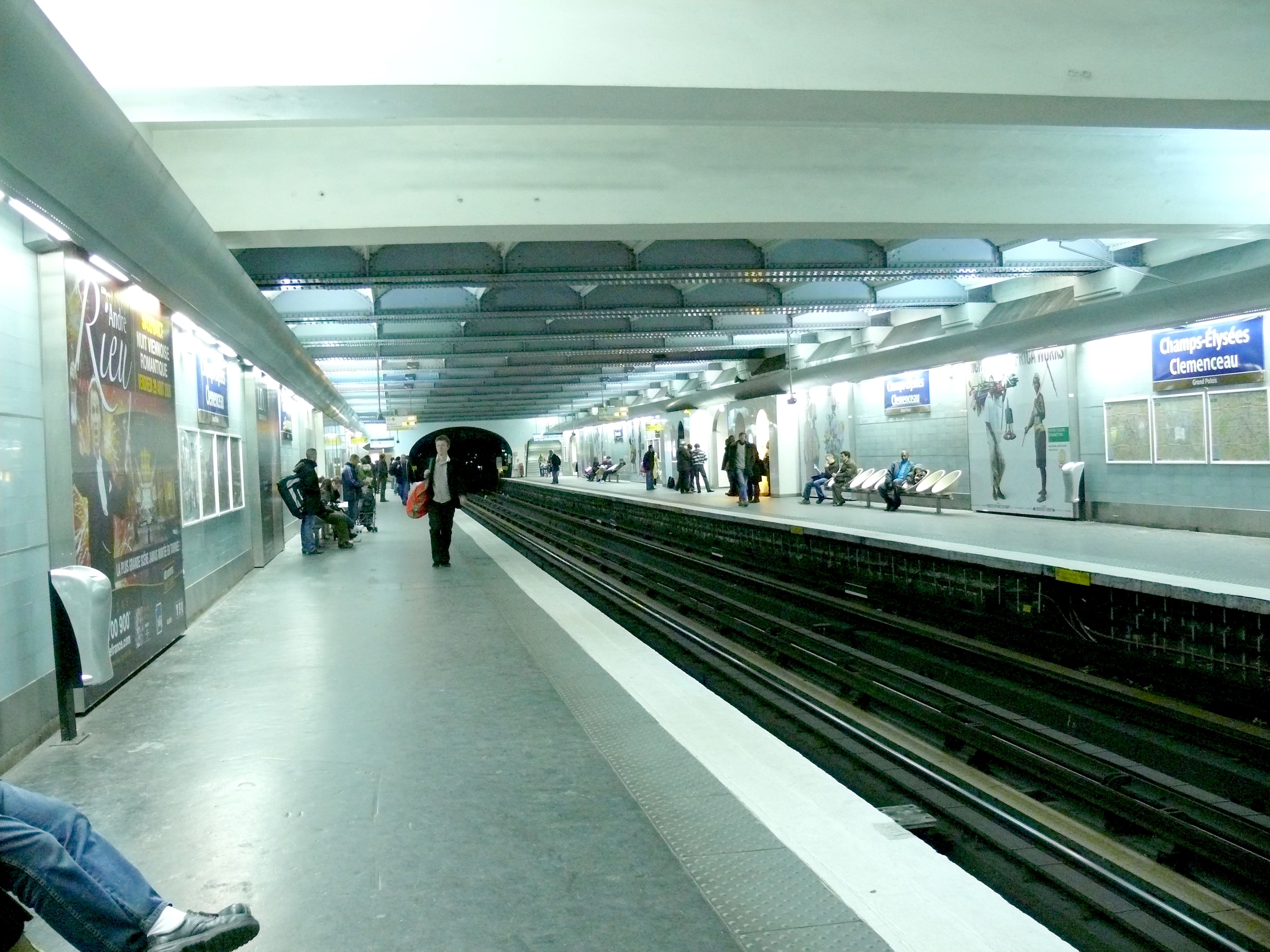
샹젤리제-클레망소 역
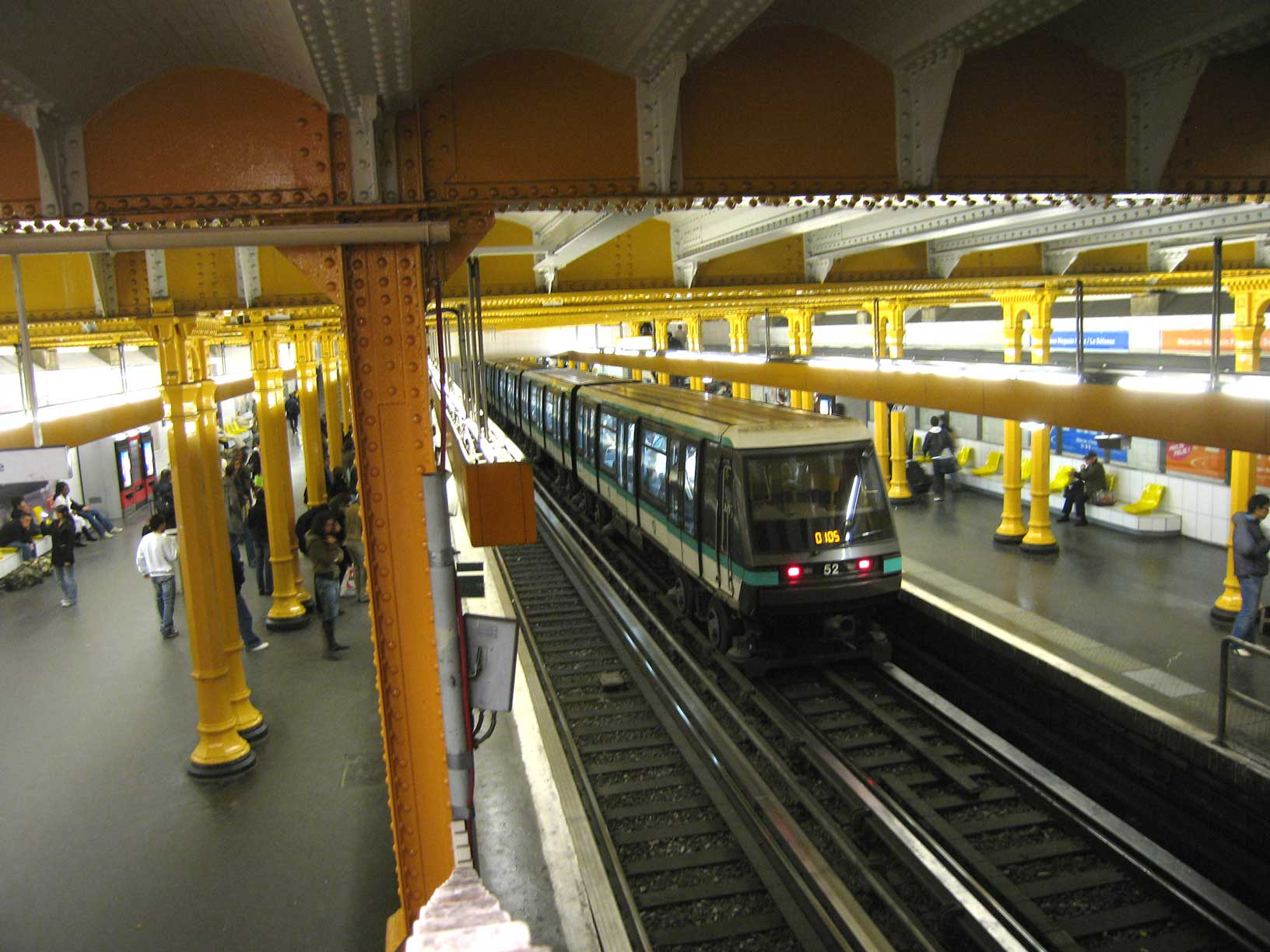
파리 리옹 역
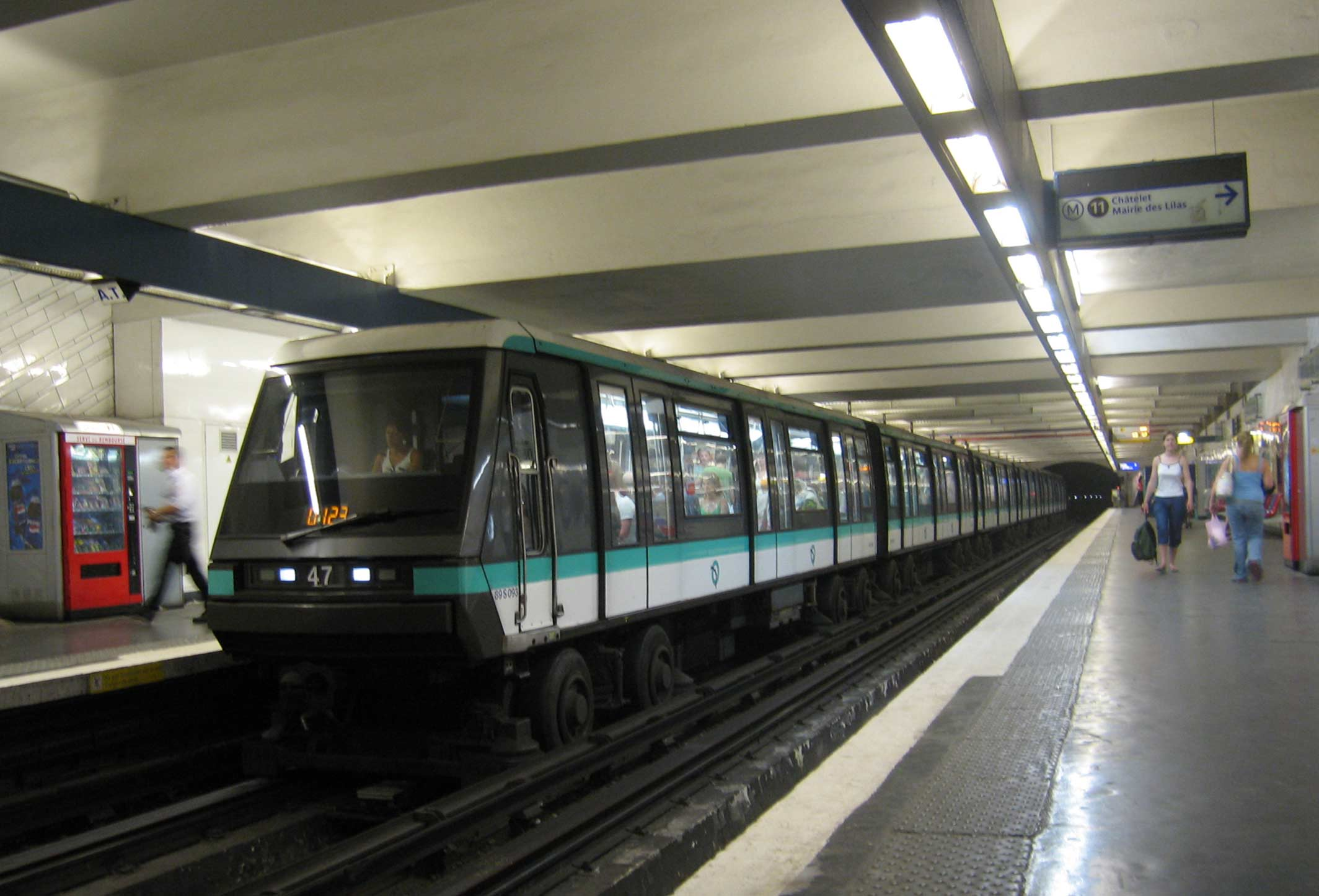
오텔 드 빌 역
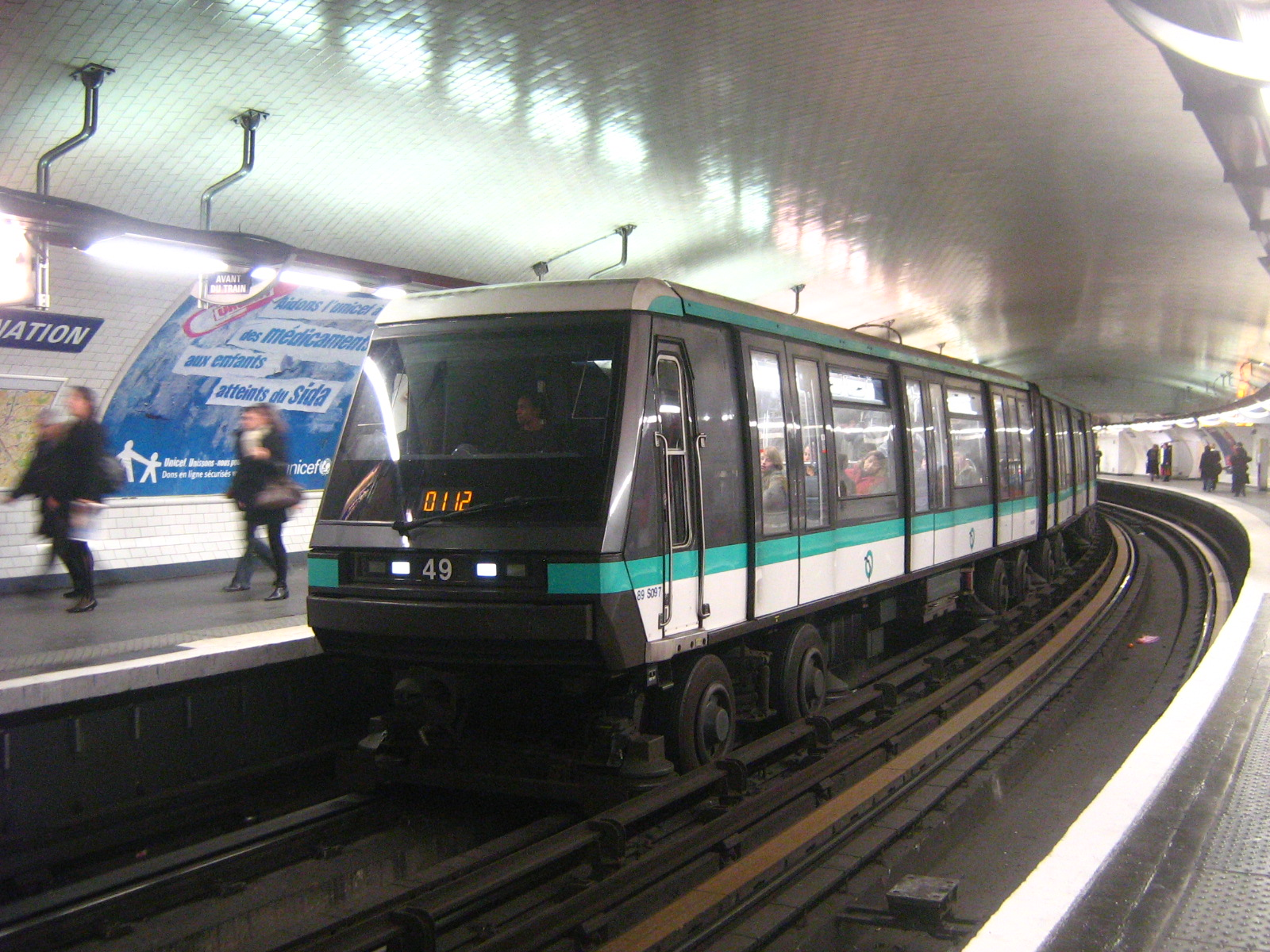
나시옹 역
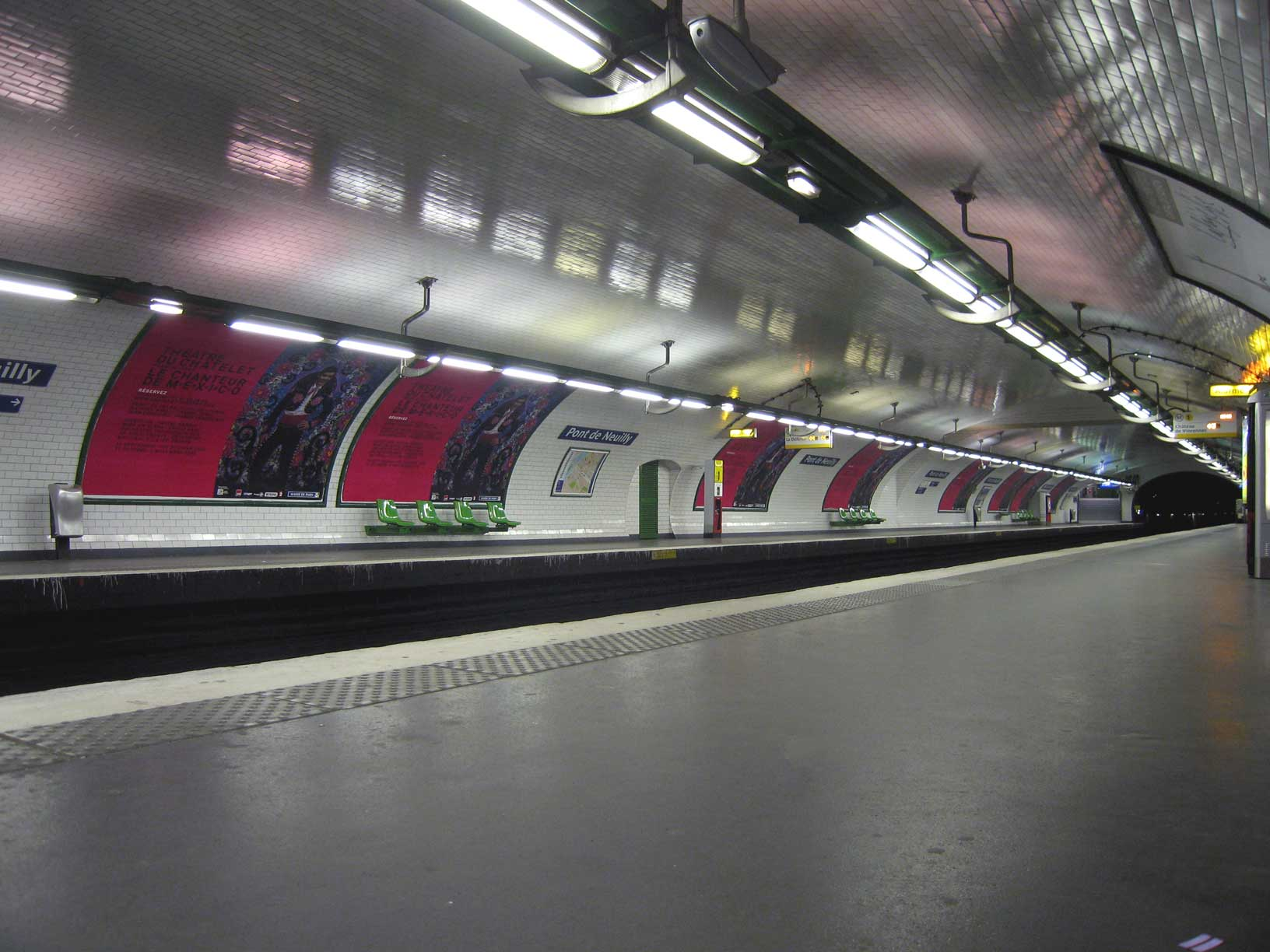
퐁 드 뇌이 역
- 퐁 드 뇌이 역에 진입하는 MP 89 영상
- 2012년 6월에 촬영된 바스티유 역에서 MP 89 CC 차량이 진입하는 영상

## 같이 보기
- 파리 메트로의 역 목록
- 파리 RER의 역 목록